# Хунху
Хунху́ (кит. упр. 洪湖, пиньинь Hónghú) — городской уезд городского округа Цзинчжоу провинции Хубэй (КНР).

## История
В июне 1951 года из южной части уезда Мяньян, восточной части уезда Цзяньли и юго-западной части уезда Ханьян был образован уезд Хунху (洪湖县), включённый в состав Специального района Цзинчжоу (荆州专区). В 1970 году Специальный район Цзинчжоу был переименован в Округ Цзинчжоу (荆州地区).
В 1987 году уезд Хунху был преобразован в городской уезд.
В 1994 году решением Госсовета КНР округ Цзинчжоу был преобразован в городской округ Цзинша (荆沙市).
В 1996 году городской округ Цзинша был переименован в Цзинчжоу.

## Административное деление
Городской уезд делится на 2 уличных комитета, 14 посёлков и 1 национальную волость.

## Экономика
Хунху является крупнейшим производителем лотосовых корней, здесь ежегодно на площади около 15 тыс. га собирают почти 300 тыс. тонн этого продукта. По состоянию на 2024 год в уезде работало 135 предприятий, специализирующихся на переработке лотосовых корней, которые выпускали 56 различных продуктов, включая напитки, чаи и снеки; их годовой объем производства составлял 200 тыс. тонн, а стоимость продукции — 3 млрд юаней (414 млн долларов США).